# Coal (fiume)
Il Coal è un fiume del Canada che bagna i territori dello Yukon e della Columbia Britannica. Lungo circa 50 chilometri, è un tributario del Liard.